# 2005 EW318
2005 EW318, também escrito como 2005 EW318, é um objeto transnetuniano que está localizado no Cinturão de Kuiper, uma região do Sistema Solar. Este corpo celeste é classificado como um cubewano. Ele possui uma magnitude absoluta de 6,0 e tem um diâmetro estimado com 278 km.

## Descoberta
2005 EW318 foi descoberto no dia 8 de março de 2005 pelos astrônomos H. G. Roe, M. E. Brown e K. M. Barkume.

## Órbita
A órbita de 2005 EW318 tem uma excentricidade de 0,065 e possui um semieixo maior de 44,804 UA. O seu periélio leva o mesmo a uma distância de 41,884 UA em relação ao Sol e seu afélio a 47,723 UA.